# Poieni (Târgu Ocna), Bacău
Poieni (în trecut Mosoarele) este o localitate componentă a orașului Târgu Ocna din județul Bacău, Moldova, România. Din 1968, localitatea, denumită Poieni, înglobează și fostele sate Mosoarele și Păcuri.

## Etimologie
Oiconimele „Mosoarele” și „Păcurile” caracterizează domeniul economic de exploatare a petrolului, alături de „Târgu Ocna”, care se referă la exploatarea sării. Mosor reprezintă o piesă realizată din lemn sau metal, de forma unui cilindru, cu discuri la capete, pe care se înfășoară fire, sârmă etc., fiind un cuvânt provenit din limba turcă (masura), la rândul lui provenit din limba arabă. Mai are sensul de bobină, macara, cilindru scurt.

## Istoric

### Mosoare
Potrivit Ortensiei Racoviță în „Dicționarul geografic al județului Bacău” (1895), Mosoarele era o suburbie a orașului Târgu Ocna din plasa Trotuș, situată la nord-vest și la dreapta râului Trotuș, pe drumul spre Moinești. Avea o biserică ortodoxă cu hramul „Schimbarea la Față” construită în 1844 de Spiridon Chiriță, Sandu Chiriță și Tănase Negri și întreținută de localitate. Mahalaua avea 64 de familii de români, 8 maghiare și 5 evreiești. Teritoriul era bogat în resurse de petrol, care erau exploatate.
Aceeași autoare a menționat că lucrătorii de la ocnele de sare, proveniți atât din Târgu Ocna cât și din satele din jur și numiți rufetași sau breslași (elemente componente ale rufetului sau breslei meseriașilor ce scoteau sarea), locuiau la sfârșitul secolului al XIX-lea mai cu seamă în localitățile componente ale orașului, Mosoarele și Păcurele, de unde exploatau și petrol din peste 30 de puțuri deschise. Personalul minelor de sare era desemnat și prin denumirea de șavgăi (din limba maghiară sóvágó – tăietor de sare), capul rufetului birău (bíró – judecător, termen arhaic utilizat inițial pentru liderii localităților din Transilvania), precum și membrii municipalității precum pârgarii (din limba germană Bürger – cetățean).
La sfârșitul secolului al XIX-lea, prin Poieni era desemnat șirul de dealuri din comuna Dofteana, plasa Trotuș, la marginea satului Bogata și la dreapta râului Trotuș.
Începând cu 1864, francezul Olivier de Lalande a săpat puțuri de petrol, dar care ulterior le-a cedat în 1866. Dezvoltarea extracției a fost înviorată ușor la începutul secolului al XX-lea.
În zona Mosoare a avut loc primul foraj mecanic din România pentru extracția petrolului, în anii 1861, 1862 sau 1863. În total au fost forate două sau trei sonde, cu adâncimi de 168–368 metri, 60–100 metri sau 120–130 metri. Forajul și exploatarea au fost întreprinse de o societate franceză.
În anul 1908, satele Mosoarele, Păcurile, Poienile, Vâlcelele și Bogata au fost desprinse din Târgu Ocna pentru a forma comuna Vâlcelele. Într-un raport al prefectului județului Bacău din 1910 se cerea dizolvarea sfatului satului Mosoarele, pendinte de comuna Vâlcelele, întrucât postul de delegat era vacant iar printre membrii sfatului nu se mai aflau știutori de carte pentru a fi aleși dintre ei, conform legii pentru organizarea comunelor și sfaturilor sătești. A fost numită o singură persoană drept delegat special pentru girarea afacerilor satului, până la alegerea și instalarea unui nou sfat. În 25 septembrie 1925 Ferdinand I al României a decretat, în cadrul unei reforme administrative pe țară, alipirea la Târgu-Ocna a satelor Mosoarele, Păcurile, Poienile și Vâlcelele de la comuna rurală Vâlcelele.

### Păcuri
Din 1968, localitatea, denumită Poieni, înglobează și fostul sat Păcuri, alături de Mosoarele.
Potrivit Ortensiei Racoviță în „Dicționarul geografic al județului Bacău” (1895), Păcurile era o suburbie a orașului Târgu Ocna din plasa Trotuș, situată la stânga râului Trotuș, între înălțimile Drăcoaia și Bălătău, la vest de oraș. Avea o biserică romano-catolică cu patronul „Sfântul Ștefan”, construită în anul 1886 de către Ferenț Moraru. Mahalaua consta din 20 de familii maghiare. Teritoriul abunda în resurse de petrol, a cărui exploatare făcea ocupația exclusivă a locuitorilor.

## Cimitirul Eroilor căzuți pe dealul Cireșoaia
În anul 1934 Societatea „Cultul Eroilor” a construit un monument plus cimitir cu formă trapezoidală, latura mică având 16,33 m iar latura mare 44 m, fiind împrejmuit cu un zid de piatră. Ansamblul este format dintr-un obelisc de formă dreptunghiulară care are inscripția Aici odihnesc ostașii necunoscuți / Ostași ce ați căzut pentru țară / Vitejii ai credinței soldați / Ori unde-n morminte voi stați / Vă fie țărâna ușoară. (Mircea D. Rădulescu).
Dintre unitățile participante: Regiment 17 Infanterie Mehedinți, 19 Infanterie, 1 Vânători de Munte și altele.